# Шаумяновка (Сочи)
Шаумя́новка — курортный микрорайон в Лазаревском районе «города-курорта Сочи» в Краснодарском крае.

## География
Микрорайон находится в южной части Лазаревского района. Вдоль восточной окраины посёлка проходит граница между Лазаревским и Центральным районами Большого Сочи. Расположен в 57 км к юго-востоку от районного центра — Лазаревское, в 12 км к северо-западу от Центрального Сочи и в 280 км к югу от города Краснодар (по дороге). 
Через посёлок проходят федеральная автотрасса А-147 «Джубга-Адлер». 
Граничит с землями населённых пунктов и микрорайонов: Дагомыс на западе, Сергей-Поле на северо-востоке и Русская Мамайка на юго-востоке. 
Шаумяновка расположена в горной лесистой местности, в 3 км к востоку от Черноморского побережья. Средние высоты на территории посёлка составляют около 65 метров над уровнем моря. Абсолютные высоты в окрестностях достигают 400 метров над уровнем моря. 
Климат влажный субтропический. Среднегодовая температура воздуха составляет около +13,5°С, со средними температурами июля около +24,0°С, и средними температурами января около +5,9°С. Среднегодовое количество осадков составляет около 1500 мм. Основная часть осадков выпадает в зимний период. 

## История
Селение Шаумяновка было основано армянскими переселенцами в начале XX века, недалеко от посёлка Дагомыс. 
В 1923 году село входило в состав Дагомысского сельсовета Адлерского района Северо-Кавказского края. 
В 1945 году село включено в состав Лазаревского района. 
10 февраля 1961 года селение Шаумяновка было включено в состав города-курорта Сочи, с присвоением населённому пункту статуса внутригородского микрорайона. 
Ныне микрорайон формально делится на Верхнюю Шаумяновку и Нижнюю Шаумяновку. В микрорайоне действует популярная у туристов — «Русская баня». 

## Улицы
В микрорайоне всего одна улица — Батумская, по которой проходит федеральная автотрассы «Джубга — Адлер».